# Приключенията на Барон Мюнхаузен
„Приключенията на Барон Мюнхаузен“ (на английски: The Adventures of Baron Munchausen) е приключенски фентъзи филм от 1988 г. на режисьора Тери Гилиъм, който е съсценарист със Чарлс МакКиоун, и във филма участват Джон Невил, Сара Поли, Ерик Айдъл, Джонатан Прайс, Оливър Рийд, Робин Уилямс и Ума Търман. Като международна копродукция между Великобритания, Съединените щати и Германия, филмът е базиран на кратките разкази за немския благородник Барон Мюнхаузен, и неговите военновремеви подзиви срещу Османската империя.